# Torgny Forsberg
Olof Torgny Forsberg, född 10 februari 1920 i Nordmalings församling, Västerbottens län, död 8 oktober 1992 i Umeå stadsförsamling, Västerbottens län
, var en svensk konstnär. 
Han var son till Olof Bernhard Forsberg och Klara Matilda Nygren och från 1945 gift med Birgit Olofson. Han medverkade i utställningen Unga Västerbottenkonstnärer i Umeå 1951.